# 阿达德-阿普拉-伊丁那
阿达德—阿普拉—伊丁那（英語：Adad-apla-iddina，约公元前1067年—约公元前1046年在位）巴比伦第四王朝国王（伊新第二王朝），他娶了一位亚述公主，可并未阻止亚述进攻巴比伦。他的统治也因受阿拉米亚人一次反抗和苏提安人 (Sutean)攻击而遭遇困难。从他国家内部而言，他明智地集中力量重建了巴比伦的防御要塞，而且他在整个巴比伦尼亚大修神庙，以求神灵恩惠。